# Solange Ghernaouti

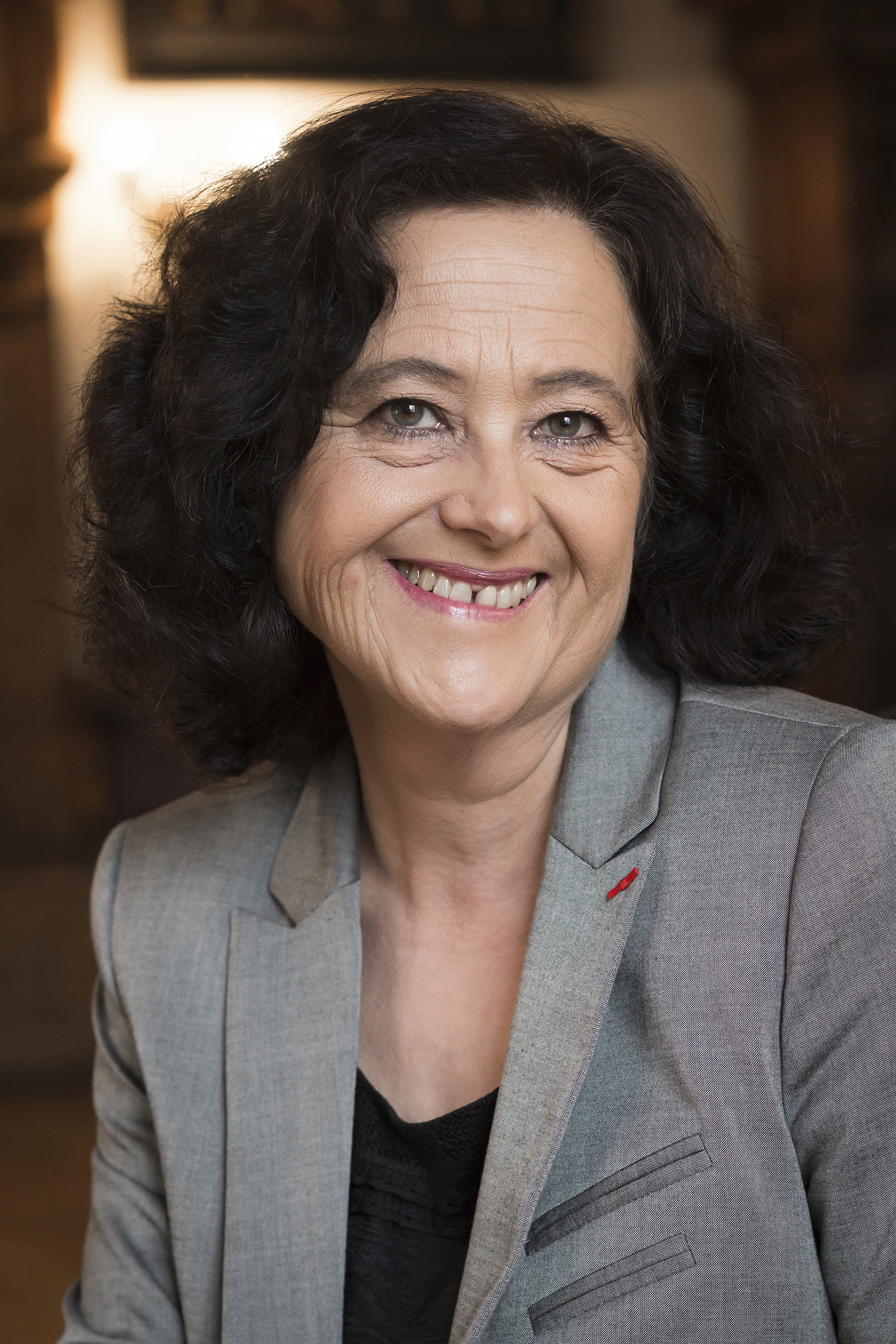

Solange Ghernaouti é uma professora da Universidade de Lausanne (UNIL), e uma perita internacional de cibersegurança e ciberdefesa. Colabora regularmente com diversas Nações Unidas, Europeias e instituições governamentais, assim como empresas privadas.
Em 1987 Solange Ghernaouti foi a primeira professora do sexo feminino de HEC Lausanne, e é membro da Academia Suíça de Ciências Técnicas. Ela lidera o Grupo Suíço Consultivo de Cibersegurança e Pesquisa (SCARG) que criou, e o grupo de pesquisa de Ciências de Sistemas Complexos da Universidade. Ela desenvolveu uma abordagem interdisciplinar inovadora da segurança digital para indivíduos, organizações e estados a níveis estratégicos e operacionais.
Ela é a autora de vários livros técnicos e populares, e de publicações científicas . na área das telecomunicações, do controlo de riscos computacionais, Crimes informáticos e ciberpoder.

## Distinções
- Antiga auditora do IHEDN (decreto de 8 de janeiro de 2014)[3]
- Cavaleira da Ordem da Legião de Honra[4] (decreto de 31 de Dezembro de 2013)[5]
- Tenente-coronel de Reserva na guarda civil francesa
- Membro da Academia Suíça de Ciências Técnicas (desde 2013)
- No top das 20 mulheres que fazem a diferença na Suíça de Bilan (2012)[6]
- Entre o top das 100 mulheres mais poderosas da Suíça da revista Women in Business (2012)
- No top das 100 figuras públicas que fazem a diferença na Suíça francesa de l'Hebdo (2011)[7]
- No top das 300 figuras mais influentes inna Suíça de Bilan (22 de junho de 2011)

## Outros
- Membro Associado do Centro para a Política de Segurança de Genebra[8]
- Membro do comité científico do Fórum Internacional de Tecnologia e Segurança (desde 2015)[9]
- Parceira dos projetos Europeus E-Crime[10] e Prismacloud[11] (desde 2014 e 2015 respectivamente)[12]
- Presidente da Comissão Social da Universidade de Lausanne (desde 2006)[13]
- Presidente da fundação Erna Hamburger (desde 2012)[14]
- Participante do projeto Europeu SECOQC (2004-2008)[15]

## Livros principais
- S. Ghernaouti, Sécurité informatique et réseaux, 4a edição, Dunod 2013 (primeira edição 2006)
- S. Ghernaouti, CYBERPOWER: Crime, Conflict and Security in Cyberspace, EPFL Press 2013
- S. Ghernaouti & A. Dufour, “Internet” – Que sais-je ?, 11a edição, Presses universitaires de France 2012
- I. Tashi & S. Ghernaouti-Hélie, Information security evaluation : a holistic approach, EPFL Press 2011
- S. Ghernaouti, A Global Treaty on Cybersecurity and Cybercrime: A Contribution for Peace, Justice and Security in Cyberspace, 2a edição, Cybercrimedata 2011 (primeira edição 2009)
- R. Berger & S. Ghernaouti-Hélie, Technocivilisation : pour une philosophie du numérique, Focus Sciences, PPUR 2010
- S. Ghernaouti, Cybersecurity Guide for Developing Countries, 3a edição revista e expandida, ITU 2009 (primeira edição 2006)
- S. Ghernaouti, Stratégie et ingénierie de la sécurité des réseaux, InterEditions 1998
- S. Ghernaouti & A. Dufour, Enterprise Networks and Telephony from technologies to business strategy, Springer-Verlag 1998
- C. Servin & S. Ghernaouti, Les hauts débits en télécoms, InterEditions 1998
- S. Ghernaouti & A. Dufour, Réseaux locaux et téléphonie, Masson 1995
- S. Ghernaouti, CLIENT / SERVEUR. Les outils du traitement, Réparti coopératif, Masson 1993
- S. Ghernaouti, Réseaux, applications réparties normalisées, Eyrolles 1990